# Daniel Lopes/Diskografie
Diese Diskografie ist eine Übersicht über die musikalischen Werke des deutschen Popsängers Daniel Lopes. Seine erfolgreichste Veröffentlichung ist die Single We Have a Dream mit über 810.000 verkauften Einheiten.

## Alben

### Studioalben
| Jahr | Titel Musiklabel       | Höchstplatzierung, Gesamtwochen, AuszeichnungChartplatzierungen (Jahr, Titel, Musiklabel, Platzierungen, Wochen, Auszeichnungen, Anmerkungen) | Höchstplatzierung, Gesamtwochen, AuszeichnungChartplatzierungen (Jahr, Titel, Musiklabel, Platzierungen, Wochen, Auszeichnungen, Anmerkungen) | Höchstplatzierung, Gesamtwochen, AuszeichnungChartplatzierungen (Jahr, Titel, Musiklabel, Platzierungen, Wochen, Auszeichnungen, Anmerkungen) | Anmerkungen                            |
| Jahr | Titel Musiklabel       | DE | AT | CH | Anmerkungen                            |
| ---- | ---------------------- | --- | --- | --- | -------------------------------------- |
| 2003 | For You FAR Music (DA) | DE35 (4 Wo.)DE | — | CH88 (1 Wo.)CH | Erstveröffentlichung: 24. Februar 2003 |

## Singles

### Als Leadmusiker
| Jahr | Titel Album                            | Höchstplatzierung, Gesamtwochen, AuszeichnungChartplatzierungen (Jahr, Titel, Album, Platzierungen, Wochen, Auszeichnungen, Anmerkungen) | Höchstplatzierung, Gesamtwochen, AuszeichnungChartplatzierungen (Jahr, Titel, Album, Platzierungen, Wochen, Auszeichnungen, Anmerkungen) | Höchstplatzierung, Gesamtwochen, AuszeichnungChartplatzierungen (Jahr, Titel, Album, Platzierungen, Wochen, Auszeichnungen, Anmerkungen) | Anmerkungen                                                       |
| Jahr | Titel Album                            | DE | AT | CH | Anmerkungen                                                       |
| ---- | -------------------------------------- | --- | --- | --- | ----------------------------------------------------------------- |
| 2001 | Kiss on My List For You                | — | — | — | Erstveröffentlichung: 27. August 2001 mit Julien Borrego als D.J. |
| 2003 | Shine On For You                       | DE14 (9 Wo.)DE | AT52 (4 Wo.)AT | CH87 (2 Wo.)CH | Erstveröffentlichung: 17. Februar 2003                            |
| 2003 | I Love You More Than Yesterday For You | DE95 (2 Wo.)DE | — | — | Erstveröffentlichung: 20. Juni 2003                               |
| 2003 | Last Christmas* / I Used to Cry –      | — | — | — | Erstveröffentlichung: 23. November 2003 *Original: Wham!          |
| 2005 | Change the World –                     | — | — | — | Erstveröffentlichung: 10. Januar 2005                             |
| 2012 | Ai Se Eu Te Pego! –                    | — | — | — | Erstveröffentlichung: 13. Januar 2012 Original: Michel Teló       |
| 2014 | Morena –                               | — | — | — | Erstveröffentlichung: 4. April 2014                               |
| 2017 | Only You –                             | — | — | — | Erstveröffentlichung: 13. Januar 2017                             |
| 2017 | Make More of Your Life –               | — | — | — | Erstveröffentlichung: 14. August 2017                             |
| 2017 | Soldiers of Freedom –                  | — | — | — | Erstveröffentlichung: 1. September 2017                           |
| 2017 | I Still Wonder –                       | — | — | — | Erstveröffentlichung: 16. Oktober 2017                            |
| 2018 | The Place Where You Belong –           | — | — | — | Erstveröffentlichung: 13. April 2018                              |
| 2018 | Mein Stern –                           | — | — | — | Erstveröffentlichung: 15. Juni 2018 mit DJ Geasy                  |
| 2021 | Afterglow –                            | — | — | — | Erstveröffentlichung: 31. März 2021 Original: Ed Sheeran          |
| 2022 | (We Are) Centurions Colonia –          | — | — | — | Erstveröffentlichung: 22. April 2022                              |
| 2023 | Yo Siento –                            | — | — | — | Erstveröffentlichung: 17. März 2023                               |
| 2023 | So schmeckt der Sommer –               | — | — | — | Erstveröffentlichung: 16. Juni 2023 Original: Edward Reekers      |
| 2023 | Das muss Liebe sein –                  | — | — | — | Erstveröffentlichung: 27. Oktober 2023                            |
| 2024 | Unendlich –                            | — | — | — | Erstveröffentlichung: 19. April 2024                              |
| 2024 | Ist das Liebe (È questo l’amore) –     | — | — | — | Erstveröffentlichung: 9. August 2024                              |
| 2024 | Nur noch einen Song –                  | — | — | — | Erstveröffentlichung: 4. Oktober 2024                             |
| 2025 | Ich kann für nichts garantieren –      | — | — | — | Erstveröffentlichung: 21. März 2025 mit Pia-Sophie                |

### Als Gastmusiker
| Jahr | Titel Album                                                         | Höchstplatzierung, Gesamtwochen, AuszeichnungChartplatzierungen (Jahr, Titel, Album, Platzierungen, Wochen, Auszeichnungen, Anmerkungen) | Höchstplatzierung, Gesamtwochen, AuszeichnungChartplatzierungen (Jahr, Titel, Album, Platzierungen, Wochen, Auszeichnungen, Anmerkungen) | Höchstplatzierung, Gesamtwochen, AuszeichnungChartplatzierungen (Jahr, Titel, Album, Platzierungen, Wochen, Auszeichnungen, Anmerkungen) | Anmerkungen |
| Jahr | Titel Album                                                         | DE | AT | CH | Anmerkungen |
| ---- | ------------------------------------------------------------------- | --- | --- | --- | --- |
| 2002 | We Have a Dream United (Sampler)                                    | DE1 ×3Dreifachgold · (13 Wo.)DE | AT2 Gold · (19 Wo.)AT | CH1 Platin · (16 Wo.)CH | Erstveröffentlichung: 23. Dezember 2002 Verkäufe: + 810.000; mit den DSDS-Allstars Original: Tony Wegas – Zusammen geh’n |
| 2009 | Everybody’s Gotta Learn Sometime Clubland Origins: Stefan Gruenwald | — | — | — | Erstveröffentlichung: 5. Juni 2009 Stefan Gruenwald vs. Jerry Ropero feat. Daniel Lopes                                  |
| 2010 | Vision of Love –                                                    | — | — | — | Erstveröffentlichung: 2. April 2010 Mauro Mondello feat. Daniel Lopes                                                    |
| 2013 | You Set Me Free –                                                   | — | — | — | Erstveröffentlichung: 10. Mai 2013 The Authors feat. Daniel Lopes                                                        |
| 2015 | Golden Night Path of Life                                           | — | — | — | Erstveröffentlichung: 10. Oktober 2015 Marcelos Pi feat. Daniel Lopes                                                    |
| 2017 | Northern Sky Nick                                                   | — | — | — | Erstveröffentlichung: 12. Juni 2017 Beatrice Mason feat. Daniel Lopes                                                    |
| 2024 | Großer Bruder 2K24 –                                                | — | — | — | Erstveröffentlichung: 7. Oktober 2024 als Teil von Promi Big Brother; Original: Zlatko & Jürgen                          |

## Videoalben und Musikvideos

### Videoalben
| Jahr | Titel Musiklabel                            | Anmerkungen                                                                              |
| ---- | ------------------------------------------- | ---------------------------------------------------------------------------------------- |
| 2003 | For You – On Paradise Island FAR Music (DA) | Erstveröffentlichung: 25. August 2003 Verkäufe werden in DE dem Studioalbum hinzuaddiert |

### Musikvideos
| Jahr | Titel                            | Regie                           |
| ---- | -------------------------------- | ------------------------------- |
| 2002 | We Have a Dream                  | Philipp Zwez                    |
| 2003 | Shine On                         | Michael Bröllochs, Frank Farian |
| 2003 | I Love You More Than Yesterday   | Michael Bröllochs, Frank Farian |
| 2005 | Change the World                 | Mark Feuerstake                 |
| 2017 | Make More of Your Life           |                                 |
| 2017 | Soldiers of Freedom              |                                 |
| 2018 | I Still Wonder                   |                                 |
| 2018 | Mein Stern                       |                                 |
| 2023 | Yo Siento                        |                                 |
| 2023 | Das muss Liebe sein              |                                 |
| 2024 | Unendlich                        |                                 |
| 2024 | Ist das Liebe (È questo l’amore) |                                 |
| 2024 | Nur noch einen Song              |                                 |
| 2024 | Großer Bruder 2K24               |                                 |
| 2025 | Ich kann für nichts garantieren  |                                 |

## Sonderveröffentlichungen
| Jahr | Titel Album                                                         | Anmerkungen                                                                                   |
| ---- | ------------------------------------------------------------------- | --------------------------------------------------------------------------------------------- |
| 2009 | Everybody’s Gotta Learn Sometime Clubland Origins: Stefan Gruenwald | Erstveröffentlichung: 25. September 2009 Stefan Gruenwald vs. Jerry Ropero feat. Daniel Lopes |
| 2013 | Um dia após o outro Zeski                                           | Erstveröffentlichung: 29. Juli 2013 Tiago Iorc feat. Daniel Lopes                             |
| 2016 | Only You Finale                                                     | Erstveröffentlichung: 25. März 2016 Christopher S & Simeon feat. Daniel Lopes                 |
| 2016 | Seven Seconds Finale                                                | Erstveröffentlichung: 25. März 2016 Christopher S & Simeon feat. Daniel Lopes                 |
| 2016 | Golden Night Path of Life                                           | Erstveröffentlichung: 15. April 2016 Marcelos Pi feat. Daniel Lopes                           |
| 2018 | Northern Sky Nick                                                   | Erstveröffentlichung: 8. Juni 2018 Beatrice Mason feat. Daniel Lopes                          |
| 2020 | Heavy Hearts In My Dreams                                           | Erstveröffentlichung: 25. September 2020 Onthis feat. Daniel Lopes                            |

| Jahr | Titel Album                                 | Anmerkungen                                                                                        |
| ---- | ------------------------------------------- | -------------------------------------------------------------------------------------------------- |
| 2003 | We Have a Dream United                      | Erstveröffentlichung: 9. Februar 2003 mit den DSDS-Allstars; Original: Tony Wegas – Zusammen geh’n |
| 2009 | Mr. Tambourine Man Bob Dylan Letra & Música | Erstveröffentlichung: 1. April 2009 Original: Bob Dylan                                            |
| 2010 | Bad Um tributo brasileiro a Michael Jackson | Erstveröffentlichung: 17. August 2010 mit Les Pop’s; Original: Michael Jackson                     |

## Statistik

### Chartauswertung
|                     | DE    | AT    | CH    |
| ------------------- | ----- | ----- | ----- |
| Nummer-eins-Alben   | DE—DE | AT—AT | CH—CH |
| Top-10-Alben        | DE—DE | AT—AT | CH—CH |
| Alben in den Charts | DE1DE | AT—AT | CH1CH |

|                       | DE    | AT    | CH    |
| --------------------- | ----- | ----- | ----- |
| Nummer-eins-Singles   | DE1DE | AT—AT | CH1CH |
| Top-10-Singles        | DE1DE | AT1AT | CH1CH |
| Singles in den Charts | DE3DE | AT2AT | CH2CH |

### Auszeichnungen für Musikverkäufe
Anmerkung: Auszeichnungen in Ländern aus den Charttabellen bzw. Chartboxen sind in ebendiesen zu finden.
| Land/RegionAuszeichnungen für Musikverkäufe (Land/Region, Auszeichnungen, Verkäufe, Quellen) | Gold     | Platin     | Verkäufe | Quellen           |
| -------------------------------------------------------------------------------------------- | -------- | ---------- | -------- | ----------------- |
| Deutschland (BVMI)                                                                           | Gold1    | Platin1    | 750.000  | musikindustrie.de |
| Österreich (IFPI)                                                                            | Gold1    | —          | 20.000   | ifpi.at           |
| Schweiz (IFPI)                                                                               | —        | Platin1    | 40.000   | hitparade.ch      |
| Insgesamt                                                                                    | 2× Gold2 | 2× Platin2 |          |                   |